# Protoptila dubitans
Protoptila dubitans är en nattsländeart som beskrevs av Martin E. Mosely 1939. Protoptila dubitans ingår i släktet Protoptila och familjen stenhusnattsländor. Inga underarter finns listade i Catalogue of Life.